# Eruguera alablanca
L'eruguera alablanca (Edolisoma ostentum) és una espècie d'ocell de la família dels campefàgids (Campephagidae).

## Hàbitat i distribució
Habita els boscos de les illes de Panay, Guimaras i Negros, a les Filipines centrals.